# Capón de galera
Le capón de galera est un type de gaspacho que l'on donnait aux prisonniers dans les galères. Au milieu du XVIIIe siècle, Juan de la Mata mentionne un type de salmorejo appelé capón de galera dans sa section sur les gaspachos, dans laquelle il mentionne l'utilisation de la croûte (et non de la chapelure) trempée dans une saumure avec du vinaigre. Malgré son nom, ce plat ne contient pas de chapon, peut-être inspiré de la caponata sicilienne. Il était préparé avec du biscuit (appelé bizcocho de barco), de l'huile d'olive, du vinaigre, de l'ail, des olives et d'autres ingrédients tels que des arêtes d'anchois.